# Subaru STI E-RA
La Subaru STI E-RA Concept est un prototype présenté par Subaru pour la première fois sous la bannière STI Performance. Elle a été dévoilée pour la première fois au Salon de l'automobile de Tokyo le 14 Janvier 2022. Elle a été créée pour donner un aperçu du sport automobile dans une ère de carboneutralité. Elle n'est basée sur aucun modèle connu. Sa plateforme est totalement exclusive.
L'objectif pour Subaru étant de boucler, à l'horizon 2023, un tour du tracé long du Nürburgring en moins de 400 secondes. Soit 6 minutes et 40 secondes.

## Caractéristiques techniques
La voiture est équipée d'un moteur par roue pour un total de 4 moteurs développés avec le japonais Yamaha développant un cumul de 800 kW ou 1088 chevaux-vapeur.
La voiture est conçue pour tirer avantage de l'expérience en traction intégrale de Subaru via une puissante technologie de capteurs calculant les différents paramètres tels l'angle de braquage ou la vitesse des roues et du véhicule, couplés à un système avancé de vectorisation du couple pour un contrôle de la puissance optimale. La batterie lithium-ion est d'une dimension de 60 kWh. A pleine puissance la batterie ne tient qu'environ 5 minutes.